# Икша (река)
И́кша — река в Дмитровском районе Московской области России, правый приток реки Волгуши, впадающей в Яхрому.
Река протекает рядом с Дмитровским шоссе и железной дорогой, густо заселена и сильно загрязнена.

## Этимология
Название реки имеет финно-угорское происхождение, по которому Икша сопоставляется с марийским икса, что значит «ручей, небольшая речка», возможно также мерянское происхождение. Данный гидроним, в вариантах Икша и Икса, широко распространён на севере европейской части России, среди них Икша (приток Выга), Икша (приток Ветлуги), Икса (реки в бассейне Онеги).

## Гидрология
Площадь водосборного бассейна — 65,6 км². Длина реки — 9,1 км. Равнинного типа. Питание преимущественно снеговое. Икша замерзает в ноябре — начале декабря, вскрывается в конце марта — апреле.
Впадает в Волгушу перед тем, как та впадает в Яхрому, поэтому может считаться крупным притоком Яхромы.

## История
Ранее длина реки составляла около 24 км.
До постройки канала имени Москвы Икша образовывалась слиянием речек Чёрная Грязь и Каменки (Базаровки) в районе станции Икша.
В верховьях Икши (речка Чёрная Грязь), построили Икшинское водохранилище канала имени Москвы для сбора перекачиваемой воды со шлюза № 6.
От Икшинского водохранилища (станции Икша) для реки Икши соорудили искусственное русло возле Савёловской железной дороги и канала. Далее она проходит под каналом через дюкер.

## Притоки
Раньше крупным притоком была речка Скороданка, но сейчас она впадает в канал имени Москвы.
Возле станции Икша в реку раньше впадала речка Базаровка (Каменка), но сейчас впадает в канал.
Возле деревни Данилихи в Икшу впадает безымянный ручей. В районе Деденево в неё слева впадает речка Икшанка.